# Oxyepoecus inquilina
Oxyepoecus inquilina é uma espécie de insecto da família Formicidae.
É endémica da Argentina.